# 바호디르존 술토노프
바호디르존 마리브조노비치 술토노프(우즈베크어: Bahodirjon Maribjonovich Sultonov, 러시아어: Баходиржон Марибжонович Султа́нов 바호디르존 마리브조노비치 술타노프[*], 1985년 1월 15일~)는 우즈베키스탄의 전직 권투 선수이다. 2004년 하계 올림픽 남자 밴텀급에서 동메달을 획득했으며 세계 선수권 대회에서 동메달 2개, 아시안 게임과 아시아 선수권 대회에서 각각 금메달 1개씩 획득했다.